# 王公慰
王公慰（1938年8月6日—2014年6月12日），男，云南保山人，中国物理化学家，曾任中国科学院大连化学物理研究所研究员、博士生导师。